# Thymus marandensis
Thymus marandensis — вид рослин родини глухокропивові (Lamiaceae), поширений у пн.-зх. Ірані й сх. Азербайджані.

## Поширення
Вид описаний з північного заходу Ірану та східного Азербайджану і вважається тісно пов'язаним з T.  brachychilus Jalas.  та  T.  leucotrichus.